# Helmut Käutner
Helmut Käutner (Düsseldorf, 25 marzo 1908 – Castellina in Chianti, 20 aprile 1980) è stato un regista, sceneggiatore e attore tedesco attivo soprattutto tra gli anni quaranta e cinquanta.

## Biografia
Ancora studente entrò nel mondo del teatro, e a 23 anni fondò a Monaco di Baviera il cabaret Die Nachrichter, di cui i nazisti ordinarono la chiusura nel 1935. Käutner continuò a scrivere testi parodistici per il cabaret e iniziò la sua apparizione come attore nel teatro sperimentale. Iniziò anche a lavorare per il cinema, come scenografo e regista. Ebbe successo nel 1941 con il film d'amore su sfondo bellico Arrivederci Francesca (Auf Wiedersehen, Franziska!).
Definito da Georges Sadoul «Sensibile, intelligente, pieno di umanità, uno dei migliori registi della RFT», da Louis Marcorelles «l'ultimo romantico tedesco».
Nel 1954 il suo film L'ultimo ponte (Die letzte Brücke), storia d'amore tra un'infermiera tedesca e un patriota jugoslavo, vinse il Prix International al Festival di Cannes 1954. 
Da ricordare anche Il generale del diavolo (Des Teufels General) che rivelò l'attore Curd Jürgens al pubblico internazionale. Tra i suoi lavori teatrali spicca una versione dell'Amleto del 1959. 
Dai primi anni '70 lavorò soprattutto per la televisione, anche in veste di produttore ed attore, e come regista teatrale e radiofonico.
Trascorse gli ultimi anni di vita con la moglie, l'attrice e assistente alla regia Erica Balqué, nella sua casa di Castellina in Chianti, in provincia di Siena, dove morì all'età di 72 anni.

## Filmografia

### Regista
- Kitty la manicure (Kitty und die Weltkonferenz) (1939)
- La donna dei miei sogni (Frau nach Maß) (1939)
- Kleider machen Leute (1940)
- Arrivederci Francesca (Auf Wiedersehen, Franziska!) (1941)
- Anuschka (1942)
- A suon di musica (Wir machen Musik) (1942)
- La collana di perle (Romanze in Moll) (1943)
- Große Freiheit Nr. 7 (1944)
- Unter den Brücken (1946)
- In jenen Tagen (1947)
- Der Apfel ist ab (1948)
- Königskinder (1950)
- La traversata del terrore (Epilog: Das Geheimnis der Orplid) (1950)
- Weiße Schatten (1951)
- Käpt'n Bay-Bay (1953)
- L'ultimo ponte (Die letzte Brücke) (1954)
- Bildnis einer Unbekannten (1954)
- Ludwig II: Glanz und Ende eines Königs (1955)
- Il generale del diavolo (Des Teufels General) (1955)
- Cielo senza stelle (Himmel ohne Sterne) (1955)
- Ein Mädchen aus Flandern (1956)
- Il capitano di Köpenick (Der Hauptmann von Köpenick) (1956)
- Appuntamento a Zurigo (Die Zürcher Verlobung) (1957)
- Un amore a Parigi (Monpti) (1957)
- Il frutto del peccato (The Restless Years) (1958)
- Lo scorticatore (Der Schinderhannes) (1958)
- Uno sconosciuto nella mia vita (A Stranger in My Arms) (1959)
- Il resto è silenzio (Der Rest ist Schweigen) (1959)
- Die Gans von Sedan (1959)
- Das Glas Wasser (1960)
- Troppo giovane per l'amore (Zu jung für die Liebe?) (1961)
- Asfalto nero (Schwarzer Kies) (1961)
- Der Traum von Lieschen Müller (1961)
- La rossa (Die Rote) (1962)
- L'eredità della zia d'America (Das Haus in Montevideo) (1963)
- Lausbubengeschichten (1964)
- Bel Ami (TV) (1968)
- Die Feuerzangenbowle (1970)
- L'ispettore Derrick - Festa per un anniversario (Stiftungsfest) (1974)

### Sceneggiatore
- Treno di lusso (Salonwagen E 417), regia di Paul Verhoeven (1939)
- Die Stimme aus dem Äther
- Marguerite : 3
- Schneider Wibbel, regia di Viktor de Kowa (1939)
- Kitty la manicure
- La donna dei miei sogni

### Attore
- Tatort: - der Richter in Weiss (1971)
- L'ispettore Derrick - Il nostro amico Rohn (Nur Aufregungen für Rohn) (1975)
- L'ispettore Derrick - Stanza n. 48 (Auf eigene Faust) (1976)